# Paco Urondo
Francisco «Paco» Urondo (Santa Fe, 10 de enero de 1930-Guaymallén, 17 de junio de 1976) fue un escritor, poeta, guionista, periodista, docente universitario, militante y guerrillero argentino. Uno de los autores más relevantes de la cultura argentina de la década del sesenta, escribió una novela, dos libros de cuentos, obras teatrales, guiones cinematográficos y nueve poemarios, donde estableció una unión entre la poesía y la política. Además, colaboró para los diarios y semanarios Primera Plana, Confirmado y La Opinión, entre otros, y militó en la organización guerrilera Montoneros. En 1973, después de compartir cárcel con los sobrevivientes de la Masacre de Trelew, a quienes entrevistó, publicó la novela de testimonio La patria fusilada, acerca de dicho suceso. Fue asesinado en 1976 durante un enfrentamiento armado.

## Biografía

### Primeros años y publicaciones
Francisco Urondo nació el 10 de enero de 1930 en la ciudad de Santa Fe, Argentina. A comienzos de los años cincuenta, la revista Poesía Buenos Aires publicó algunos de sus poemas. En esa década, además, editó sus primeros poemarios, La Perichole (1954), Historia antigua (1956), Dos poemas (1958), Breves (1959) y Lugares (1961), que, a pesar de estar influenciados por la poesía de autores como Oliverio Girondo y Juan L. Ortiz, ya comenzaban su exploración por la síntesis poética entre militancia política y vanguardia estética que sería característica de su obra.
En 1957, fue nombrado director de Arte Contemporáneo de la Universidad Nacional del Litoral. En 1958, el entonces gobernador de Santa Fe, Carlos Sylvestre Begnis, lo designó director general de Cultura de la provincia.
Como periodista, colaboró para diarios y revistas de la Argentina como Panorama, Confirmado, Primera Plana, Crisis, Noticias y La Opinión, entre otros. En 1965, como guionista, coescribió el guion cinematográfico de la película Pajarito Gómez junto a Rodolfo Kuhn, su director, y realizó las adaptaciones para televisión de las novelas Madame Bovary y Rojo y negro.

### Madurez literaria y militancia
En la década de los sesenta, Urondo publicó sus últimos poemarios, Nombres (1963), Del otro lado (1967), Adolece/r (1968) y Son memorias (1970), donde, a su exploración por la unión entre poesía y política, sumó la utilización de coloquialismos y palabras cotidianas, la presencia de un paisaje urbano y la omisión de la métrica y la rima. Además, editó sus únicos libros de cuentos, Todo eso y Al tacto. El primero de ellos, conformado por tres cuentos largos acerca de las mujeres y la política, fue publicado en 1966. El segundo, integrado por quince cuentos breves influidos por los escritores del boom y los cuentistas Miguel Briante, Abelardo Castillo, Isidoro Blaisten y Haroldo Conti, entre otros, fue publicado un año después, en 1967.
En la década de los setenta, comenzó su militancia en las organizaciones guerrilleras Fuerzas Armadas Revolucionarias (FAR) y Montoneros. El 30 de julio de 1970, participó en el copamiento de la ciudad de Garín realizado por las FAR, en el que guerrilleros asesinaron a un policía. En 1972, publicó su primera y única novela, Los pasos previos. En mayo de 1973, después de ser fue apresado en la cárcel de Devoto por la dictadura militar autodenominada «Revolución Argentina», compartió cárcel con María Antonia Berger, Alberto Miguel Camps y Ricardo René Haidar, sobrevivientes de la Masacre de Trelew, a quienes entrevistó. Producto de esa entrevista, ese mismo año publicó la novela de testimonio La patria fusilada, acerca de dicho suceso.
En 1974, fue designado Director del Departamento de Letras de la Facultad de Filosofía y Letras de la Universidad de Buenos Aires. En diciembre de 1976, la dictadura militar autodenominada «Proceso de Reorganización Nacional» secuestró, torturó y asesinó a su hija, Claudia Urondo, y a su esposo, Mario «Jote» Koncuart.

### Asesinato
El 17 de junio del año 1976, en Mendoza, Urondo se encontraba de camino a una reunión de control guerrillera junto a su pareja, Alicia Raboy, su hija de 11 meses, Ángela, y Renée «la Turca» Ahualli, una compañera de militancia, cuando fue emboscado por un comando policial de las fuerzas militares de la dictadura y asesinado a causa de una fractura por hundimiento de cráneo, producto de un golpe dado por la culata de un arma.
En el 2011, los policías implicados en su muerte y la de otras 23 personas fueron condenados. La pena máxima recayó sobre el excomisario inspector Juan Agustín Oyarzábal, el exoficial inspector Eduardo Smahá Borzuk, el exsubcomisario Alberto Rodríguez Vázquez y el exsargento Celustiano Lucero. El exteniente Dardo Migno, por su parte, recibió 12 años de cárcel.
Durante el juicio, fue posible determinar que el escritor no se suicidó con una pastilla de cianuro, sino que falleció a causa del hundimiento de cráneo provocado por el golpe que le propinó el policía Celustiano Lucero.

### Legado

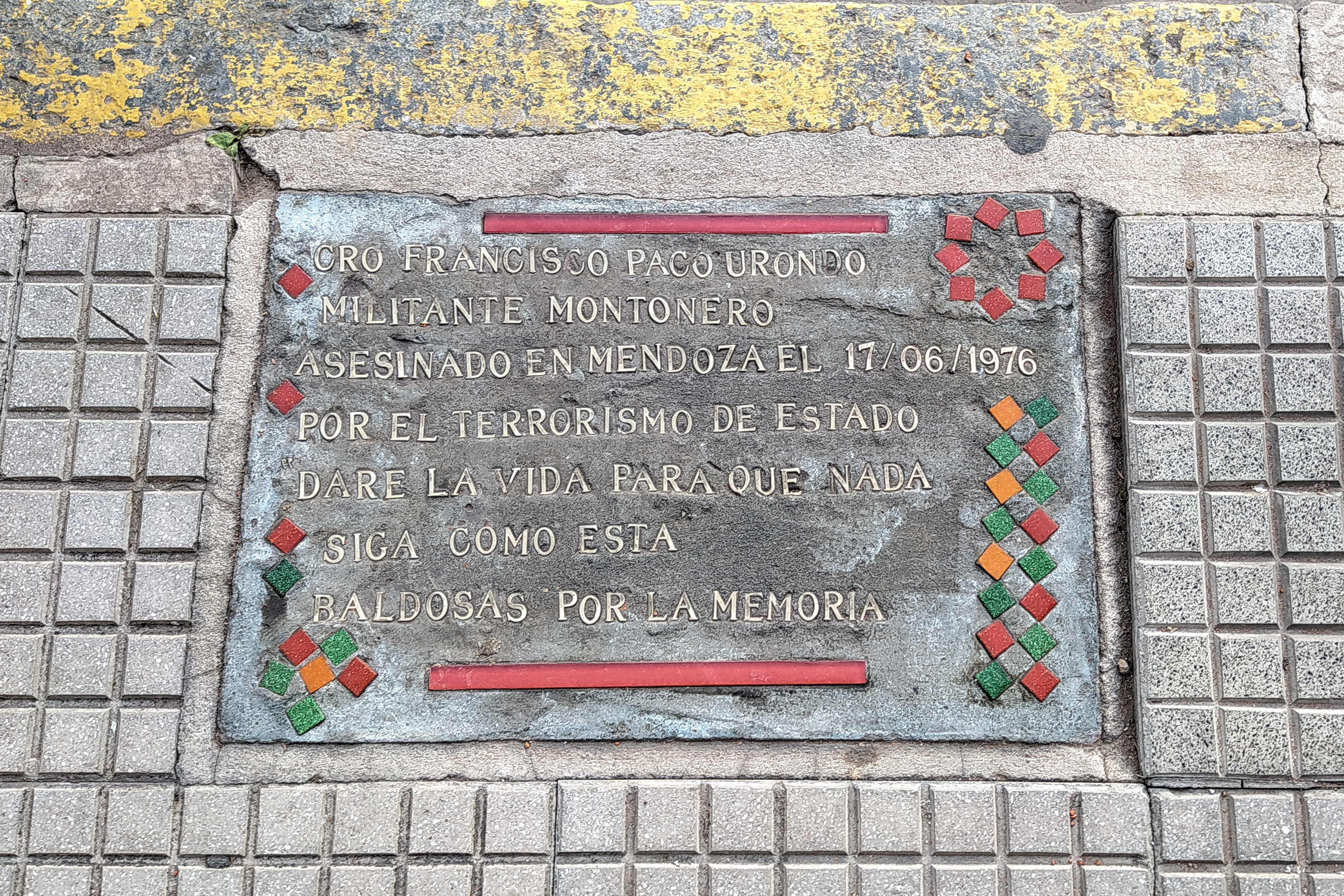
Baldosa en homenaje a Urondo colocada en la ciudad de Santa Fe.

A partir de su asesinato, la obra de Urondo, aunque cayó en un olvido, comenzó a ser reeditada. De esta forma, a finales del siglo XX se publicaron tres antologías de poemas suyos, Todos los poemas (1972, Ediciones de la Flor), Poemas (1984, Casa de las Américas) y Poemas de batalla (1998, Seix Barral). La última de ellas fue curada por el poeta Juan Gelman, amigo del autor.
En el siglo XXI, la editorial argentina Adriana Hidalgo reunió la totalidad de su poesía en el tomo Obra poética (2006), además de compilar sus cuentos, ensayos y artículos periodísticos en los volúmenes Cuentos completos (2011), Obra periodística (2014) y Ensayos (2017). Por su parte, el sello Mansalva reeditó en el 2009 el libro Veinte años de poesía argentina en una edición ampliada titulada Veinte años de poesía argentina y otros ensayos.
En su homenaje, una plazoleta del barrio porteño de Puerto Madero recibió el nombre de Plazoleta Francisco Paco Urondo. De igual forma, un centro cultural de la Facultad de Filosofía y Letras de la Universidad de Buenos Aires adoptó su nombre. Desde el año 2013, el Centro Cultural Provincial santafesino pasó a denominarse «Centro Cultural Provincial Francisco “Paco” Urondo».

## Obra

### Novela
- Los pasos previos (1972, Sudamericana)
- La patria fusilada (1973, Crisis)

### Cuento
- Todo eso (1966, Jorge Álvarez)
- Al tacto (1967, Sudamericana)
- Cuentos completos (2011, Adriana Hidalgo)

### Poesía
- La Perichole (1954)
- Historia antigua (1956)
- Dos poemas (1958, Ediciones Poesía Buenos Aires)
- Breves (1959)
- Lugares (1961)
- Nombres (1963)
- Del otro lado (1967)
- Adolece/r (1968)
- Son memorias (1970)
- Poemas póstumos (1972)
- Todos los poemas (1972, Ediciones de la Flor)
- Poemas (1984, Casa de las Américas)
- Poemas de batalla (1998, Seix Barral)
- Obra poética (2006, Adriana Hidalgo)

### Teatro
- Muchas felicidad y otras obras (1986, Bolsilibros)

### Ensayo
- Veinte años de poesía argentina (1968, Galerna)
- Veinte años de poesía argentina y otros ensayos (2009, Mansalva)

### Guion
- Las chicas (1965, película dirigida por David Stivel)
- Pajarito Gómez (1965, película dirigida por Rodolfo Kuhn)
- El ABC del amor (1967, película dirigida por Rodolfo Kuhn)
- Turismo de carretera (1968, película dirigida por Rodolfo Kuhn)

## Sobre Urondo

### Filmografía
- 2005: Paco Urondo, la palabra justa (corto de Daniel Desaloms)